# Musl
musl은 리눅스 커널 기반의 운영 체제용으로 고안된 C 표준 라이브러리이다. MIT 허가서로 배포된다. 깨끗하고 효율적이며 표준을 준수하는 libc 구현체를 개발하는 것을 목표로 리치 펠커가 개발했다.

## 개요
musl은 효율적인 정적 링킹을 허용하고 경쟁 상태, 자원 고갈 시 내부 실패, 기존 구현체에 보이는 그 밖의 다양한 좋지 않은 최악의 동작들을 회피함으로써 실시간 품질의 견고성을 보유하기 위해 처음부터 새로 설계되었다.

## 같이 보기
- 바이오닉 (소프트웨어)
- Dietlibc
- Glibc
- Klibc
- UClibc